# 光滑蝾螺
光滑蝾螺（学名：Homalopoma laevigatum），是原始腹足目蝾螺科Homalopoma的一种。主要分布于台湾，常栖息在浅海珊瑚礁、岩石底。